# 茨城県道270号藤代停車場線

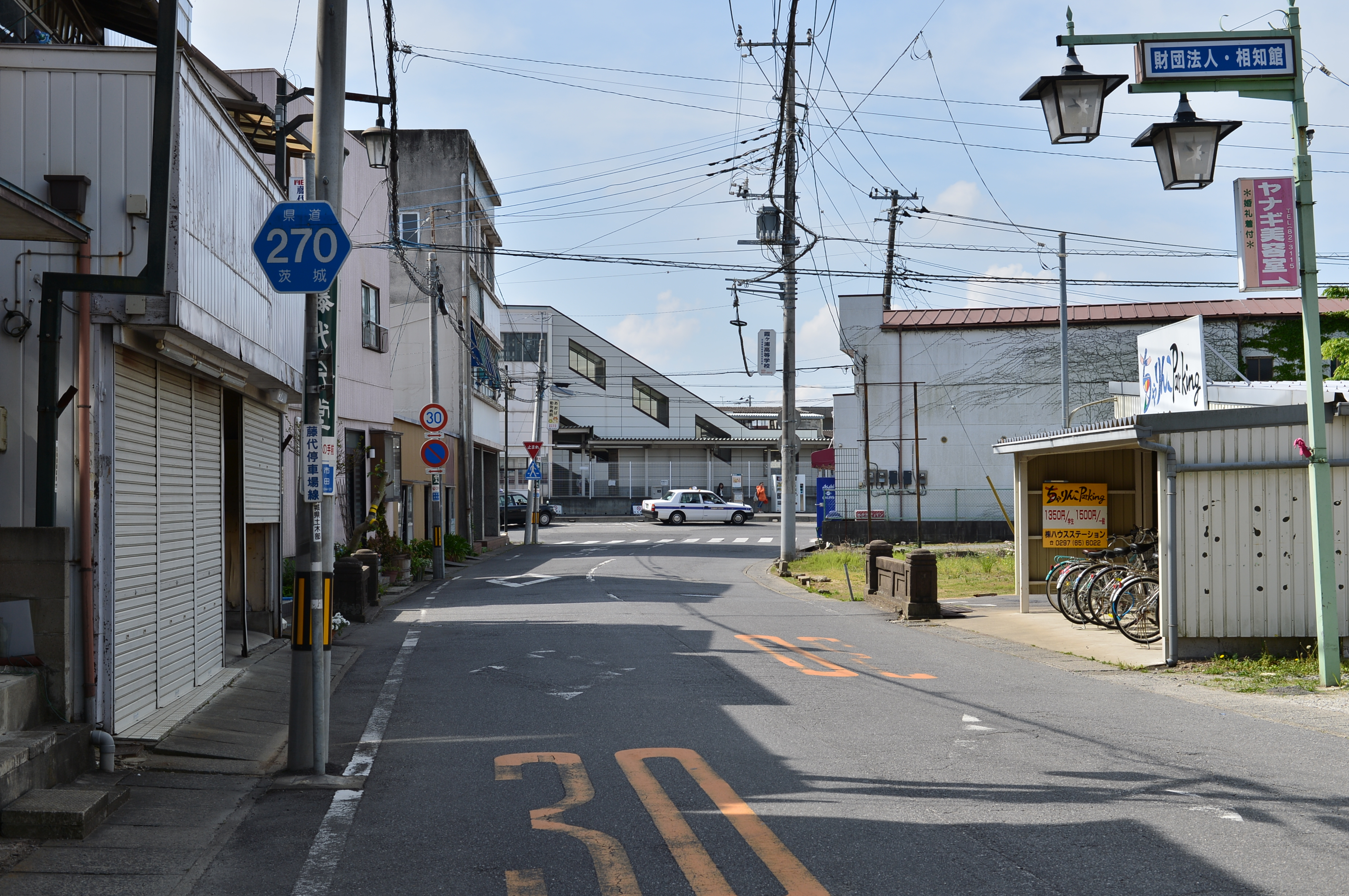
茨城県道270号藤代停車場線
取手市宮和田（2015年5月）
正面奥は、JR藤代駅北口。

茨城県道270号藤代停車場線（いばらきけんどう270ごう ふじしろていしゃじょうせん）は、茨城県取手市内を通る県道で、東日本旅客鉄道（JR東日本）常磐線藤代駅と接続するための道路である。

## 路線概要
- 起点：取手市宮和田（藤代駅北口）[1]
- 終点：取手市片町（茨城県道208号長沖藤代線交点）[1]
- 総延長：121 m[2]
- 重用延長：なし[2]
- 未供用延長：なし[2]
- 実延長：121 m[2]
- 自動車交通不能区間延長[注釈 1]：なし[2]

## 歴史
1959年（昭和34年）10月14日、新たな県道として北相馬郡藤代町大字藤代の藤代停車場を起点とし、一級国道六号線（旧道国道6号、現在の県道長沖藤代線）交点を終点とする区間を本路線とする県道藤代停車場線として茨城県が県道路線認定した。
1995年（平成7年）に整理番号270となり現在に至る。

### 年表
- 1896年（明治29年）12月25日：藤代駅開業
- 1923年（大正12年）4月1日：現在の路線の前身である藤代停車場線が路線認定される[3]。
- 1959年（昭和34年）10月14日
  - 現在の路線が路線認定される（図面対象番号257）[4]。
  - 道路の区域は、北相馬郡藤代町大字藤代の藤代停車場から北相馬郡藤代町大字藤代の一級国道六号線交点までと決定された[1]。
- 1995年（平成7年）3月30日：整理番号が整理番号313から現在の番号（整理番号270）に変更される[5]。

## 路線状況
道路法の規定に基づき、以下の区間は緊急輸送道路として機能を維持するため、災害発生時の被害拡大防止を目的に道路用地内に新たに電柱を建てることが制限されている。
- JR藤代駅 - 取手市片町（県道長沖藤代線交差）[6]

## 地理

### 通過する自治体
- 茨城県
  - 取手市

### 交差する道路
- 茨城県道208号長沖藤代線

### 沿線
- JR常磐線 藤代駅